# 羅智成
羅智成（1955年1月21日—），籍貫湖南安鄉，出生於臺北市，臺灣詩人、作家、文化評論者、媒體工作者。

## 經歷
畢業於國立臺灣大學哲學系，美國威斯康辛大学麦迪逊分校東亞語文研究所碩士，同校博士班肄業。擔任過《中國時報》人間副刊編輯和撰述委員、《中時晚報》副刊主任及副總編輯、美商Conde'Nast China（VOGUE、GQ）編輯總監、樺舍文化總經理、Hit 91.7電台台長、《TO'GO泛遊情報》雜誌發行人、閱讀地球文化事業創辦人、台灣創新發展公司董事兼策略長、臺北市政府新聞處處長、中央通訊社常務監察人、香港光華新聞文化中心主任、中央通訊社社長、財團法人臺港經濟文化合作策進會董事兼文化組召集人等職，也曾分別在文化、淡江、輔仁、東吳、元智、東華等大學兼任教職。現為台灣創新發展公司董事、故事雲工作室負責人、國立臺灣師範大學「現代詩創作」課程授課教授。

## 創作風格
在師大附中期間，羅智成即開始密集發表作品，籌組「附中詩社」。「鬼雨書院」是他當時的作品及理念象徵。在大學期間，羅智成即與同窗好友詹宏志、楊澤、廖咸浩、苦苓等人創辦「台大現代詩社」。他最早的詩集《畫冊》領先同輩詩人，於1975年4月就已出版，大多是在校園時期的沈思下完成的。之後則有《光之書》、《傾斜之書》。出版於1988年的《寶寶之書》，以組詩的方式突破現代詩的形式束縛，穿插大量一行的自由句。從《畫冊》時期就有多首詩長達一兩百行，中期的史詩、敘事詩更長，其中獲時報推薦詩獎的（離騷）200多行、（說書人柳敬亭）500多行，後期以本為單位的長詩、劇詩皆為兩三千行以上。詩人鴻鴻曾言：「無論以產量、以題材的豐富而言，羅智成的確是台灣詩壇最擅於營夠長詩題材的詩人。即令後輩詩人對羅智成的抒情風格追隨者眾，卻還沒有人能企及他於長詩視野與格局的掌握。」
羅智成作品的風格神秘、語法深邃。詩人兼評論家林燿德稱他是「微宇宙的教皇」，詩人楊牧形容他：「羅智成秉賦一份傑出的抒情脈動，理解純粹之美，詩和美術的絕對權威，而且緊緊把握住創造神秘色彩的筆意。」《台灣新文學史》作者陳芳明則如此評價：「他的想像力豐富，蓄積足夠能力發展長詩，有時富於哲思，有時則充滿感性。他的風格氣象萬千，超脫一般情詩的格局。他建立的『羅派詩學』對年輕世代創作者具有相當大的影響力。」
羅智成創作文類包括論述、詩和散文。作品善於處理在意識邊緣的題材，強調「為一個徬徨的社會尋求文化理想」。顏艾琳、王文華等，皆將之視為靈感的啟蒙。他的散文作品面對事情物態，不舖敘亦不細描，文質稠密。其中以《泥炭紀》，《M湖書簡》最具代表性。羅智成習慣在作品中放入大量虛擬元素，與讀者溝通，傳達其思考模式。

## 作品

### 現代詩
- 1975年4月／畫冊／自印
- 1979年2月／光之書／龍田出版社、天下文化再版
- 1982年10月／傾斜之書／時報文化
- 1989年8月／寶寶之書／少數出版社（遠流）
- 1989年8月／擲地無聲書／少數出版社（遠流）
- 1999年2月／黑色鑲金／聯合文學
- 2002年3月／夢中書房／聯合文學
- 2003年2月／寂靜布拉格／閱讀地球出版社
- 2004年12月／夢中情人／印刻出版
- 2006年2月／唸給妳聽／閱讀地球出版社
- 2007年2月／夢中邊陲／閱讀地球出版社
- 2010年11月／地球之島／聯合文學
- 2012年4月／透明鳥／聯合文學
- 2013年8月／諸子之書／聯合文學
- 2016年6月／迷宮書店／聯經出版社
- 2019年3月／問津：時間的支流／聯合文學
- 2020年11月／荒涼糖果店／聯合文學
- 2022年3月／個人之島／聯合文學
- 2022年10月／迷宮書店（修訂新版）／聯合文學
- 2023年11月／預言又止／聯合文學
- 2025年3月／詩緒：我的詩學筆記／聯合文學

※ 聯合文學再版
- 2012年6月／寶寶之書(新版)／聯合文學出版社
- 2012年10月／光之書(新版)／聯合文學出版社
- 2015年8月／夢中書房(新版)／聯合文學出版社
- 2018年4月／黑色鑲金(新版)／聯合文學出版社
- 2020年12月／地球之島(新版)／聯合文學出版社
- 2024年8月／光之書（45週年經典版）／聯合文學出版社

### 散文或論述
- 1987年4月／夢的塔湖書簡／時報文化出版，後改名「M湖書簡」由遠流、正中再版
- 1989年8月／泥炭紀／少數出版社
- 1989年8月／亞熱帶習作／少數出版社
- 1989年8月／文明初啟／少數出版社
- 2016年6月／遠在咫尺／聯經出版社
- 2018年2月／知識也是一種美感經驗／聯經出版社

※ 聯合文學再版
- 1999年2月／南方朝廷備忘錄／聯合文學出版社
- 2000年2月／南方以南，沙中之沙／天下遠見出版公司

## 文學獎項
- 1979年　時報文學獎／第二屆敘事詩優等／得獎作品：《一九七九》
- 1980年　時報文學獎／第三屆敘事詩佳作／得獎作品：《問聃》
- 1983年　時報文學獎／第六屆新詩推薦獎／得獎作品：《離騷》
- 1986年　時報文學獎／第九屆新詩推薦獎／得獎作品：《說書人柳敬亭》
- 1999年　詩歌藝術獎／第四屆創作獎／得獎作品：《黑色鑲金》
- 2000年　中國文藝協會文藝獎章／第四十一屆新詩創作獎
- 2011年　台灣文學獎／新詩入圍／得獎作品：《地球之島》
- 2014年　文化部圖書出版金鼎獎／得獎作品：《透明鳥》
- 2019年　台灣文學獎／金典獎／得獎作品：《問津》
- 2021年　台灣文學獎／金典獎／得獎作品：《荒涼糖果店》

## 外部連結
- 羅智成官方Facebook粉絲團